# Patricia Hirst
Mary Patricia „Pat“ Hirst (* 18. November 1918; † Januar 1996 in Leeds) war eine britische Turnerin.

## Karriere
Patricia Hirst trat im Alter von 17 Jahren mit dem Northern Counties-Team bei der Belgian National Gymnastics Fete 1938 in Ostende an. Im Folgejahr gewann sie die Yorkshire Championship. Nach dem Zweiten Weltkrieg folgten insgesamt acht englische Meistertitel (1949 und 1950 sowie 1952 bis 1956). Hirst, die als Beamte im Arbeitsministeriums tätig war, belegte mit der britischen Mannschaft bei den Olympischen Spielen 1948 in London den neunten Platz im Mannschaftsmehrkampf. Trotz eines Drüsenproblems entschied Hirst sich in letzter Minute bei den Olympischen Spielen 1952 in Helsinki anzutreten. Vier Jahre später bei den Olympischen Spielen in Melbourne war Hirst die einzige weibliche Athletin, die an den Turnwettkämpfen teilnahm.